# Hypsipetes parvirostris
Hypsipetes parvirostris là một loài chim trong họ Pycnonotidae.